# Das Jahr der Seele

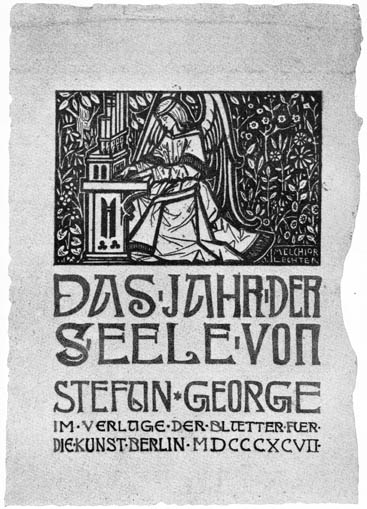
Das Jahr der Seele

Das Jahr der Seele ist der Titel eines 1897 erschienenen zyklischen Gedichtbandes von Stefan George. Die Sammlung gilt als das bedeutendste Werk seiner ersten Schaffensperiode und als Versuch, die Naturpoesie unter den Bedingungen der Moderne zu erneuern.
Wie der 1899 veröffentlichte Zyklus Der Teppich des Lebens und die Lieder von Traum und Tod. Mit einem Vorspiel erschienen die Buchausgaben in von Georges Handschrift abgeleiteten Drucktypen und waren mit Buchschmuck des Malers Melchior Lechter versehen.
Mit ihren klaren Formen, dem erlesenen, dabei nicht preziösen Stil und der lyrischen Spiegelung der Jahreszeiten gehören die Gedichte zu den erfolgreichsten Georges, begründeten seinen Ruhm und haben eine gewisse Popularität erlangt.
Viele der Herbstgedichte und einige Traurige Tänze finden sich in deutschen Lyrik-Anthologien.

## Inhalt und Bedeutung

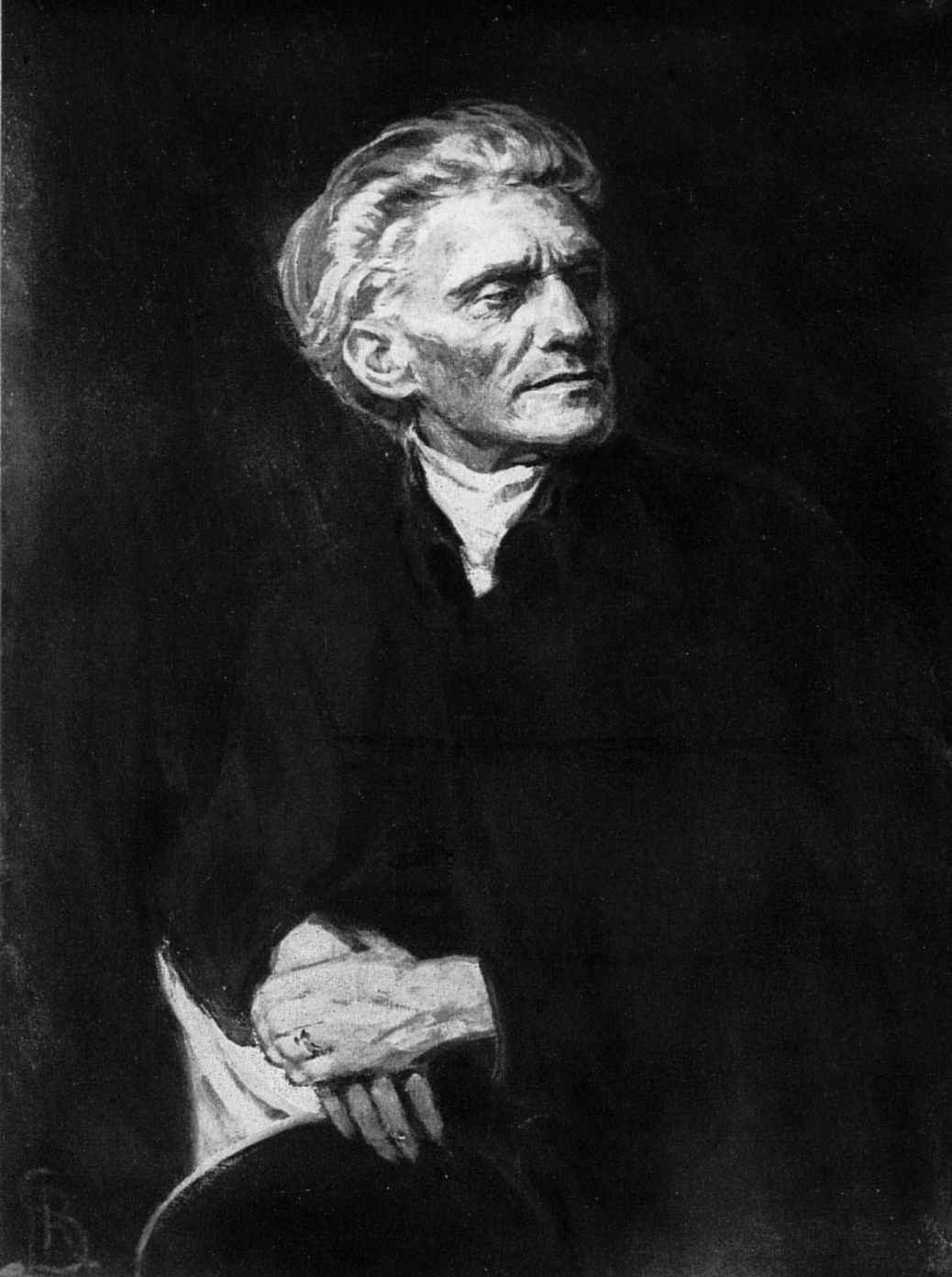
Stefan George
Porträt von Reinhold Lepsius

Wie die vorangegangenen Bücher Georges ist Das Jahr der Seele, das 98 Gedichte umfasst, in drei Teile gegliedert. Die Sammlung beginnt mit einem Gedichtkreis von Jahreszeitversen, die dem Herbst (Nach der Lese), dem Winter (Waller im Schnee) und dem Sommer (Sieg des Sommers) zuzuordnen sind.
Der mittlere Teil enthält die Überschriften und Widmungen, Verse, die teilweise älteren Datums sind und Begegnungen sowie poetische Erfahrungen festhalten. Es folgen die Erinnerungen an einige Abende innerer Geselligkeit und eine Gruppe von Spruchdichtungen, denen Monogramme über die Strophen gesetzt sind.
Die Sammlung endet mit den 32 Gedichten der Traurigen Tänze, deren Aufbau mit je drei Strophen zu vier Zeilen an die Jahreszeitgedichte des Anfangs erinnert.
Von wenigen Ausnahmen abgesehen handelt es sich bei der bedeutenden ersten Gruppe um jambische Fünfheber mit meist drei je vierzeiligen Strophen. Sie sind regelmäßig gebaut und mit weiblicher Kadenz gereimt. Der hierdurch erzeugte, gleichmäßig getragene Ton entspricht der inhaltlichen Abgeschlossenheit und Rundung der drei Abschnitte, die von Verdichtung und Verinnerlichung geprägt sind.
Aus der Weite der geschichtlichen Bildungswelten, wie im vorhergehenden Zyklus, den Büchern der Hirten- und Preisgedichte, der Sagen und Sänge und der Hängenden Gärten, kehrt das lyrische Ich in die tiefer ergründete Dimension der eigenen Seele zurück. Sie erfährt sich, leidend und hoffend, trauernd und sinnierend, vor der Natur im Wechsel der Jahreszeiten.
Von traditioneller Naturlyrik ist das Jahr der Seele indes weit entfernt, da das Ich der Natur nicht erlebnishaft begegnet oder mit ihr verschmilzt. Sie ist vielmehr Hintergrund und symbolische Entsprechung für das Gespräch der Seele mit sich selbst. Indem sie die Stimmung des Gedichts evoziert, ist sie nicht deutlich gezeichnet, sondern besteht aus suggestiven Details, Farben und Tönen. Vor allem aber erscheint die Natur als gebändigte, menschlich gestaltete Landschaft: Als Park, Teich oder mit Pfaden gesäumtes Ufer.
Dieser Grundzug kommt schon im ersten Gedicht zum Ausdruck, einem der berühmtesten Werke Georges, Komm in den totgesagten Park und schau, dessen erste Strophe zu den schönsten Zeugnissen lyrischer Landschaftsfeier zählt.
Komm in den totgesagten park und schau:

Der schimmer ferner lächelnder gestade

Der reinen wolken unverhofftes blau

Erhellt die weiher und die bunten pfade

Dort nimm das tiefe gelb das weiche grau

Von birken und von buchs · der wind ist lau

Die späten rosen welkten noch nicht ganz

Erlese küsse sie und flicht den kranz

Vergiss auch diese lezten astern nicht

Den purpur um die ranken wilder reben

Und auch was übrig blieb von grünem leben

Verwinde leicht im herbstlichen gesicht.
Im vierten Gedicht des Herbstabschnitts, Wir schreiten auf und ab im reichen flitter, bildet der Park ebenfalls den Hintergrund des inneren Geschehens. Die Natur ist gebändigt, die Buchen stehen in geordneter Reihe. Die schöne Landschaftsanlage ist der umhegte, streng gegliederte Bezirk, mit einem Gitter von der profanen Außenwelt abgeschlossen. So wird er zum Fanum, zum heiligen Bereich, in dessen Grenzen sich der priesterlich schreitende Dichter vom Gewöhnlichen absondert und es mit aristokratischer Gebärde vor das Gitter verweist.

## Hintergrund
Der Name der Sammlung, die Georges Schwester Anna Maria Ottilie gewidmet ist, geht zurück auf Friedrich Hölderlins Elegie Menons Klagen um Diotima, in der es am Ende der letzten Strophe heißt: „Wo die Gesänge wahr, und länger die Frühlinge schön sind / Und von neuem ein Jahr unserer Seele beginnt“ Etliche Verse entstanden zwischen 1894 und 1896 und verdanken sich der Freundschaft und schwärmerischen Liebe des Dichters zu Ida Coblenz, der späteren Gattin Richard Dehmels.
In der Vorrede zur zweiten Ausgabe widersprach George der gängigen Meinung, biographische Aspekte seien für das tiefere Verständnis eines Werkes erhellend. Es sei vielmehr „unweise“, sich bei der Dichtung an „das menschliche und landschaftliche Urbild zu kehren“, sei es durch die Kunst doch so umgeformt, dass es dem Schöpfer selbst unbedeutend geworden sei und die Leser eher verwirre. Namen würden nur als Huldigung gelten, und gerade in diesem Werk seien „ich und du die selbe seele.“
In Georges frühen Werken hat die Natur sakralen Wert. Das klingt im Worten wie „Göttertal“ oder „Paradies“ an oder zeigt sich in der hieroglyphisch verschlüsselten Schrift, dem „geheimnis ewiger runen“, einer schönen Landschaft, in der Göttliches sich offenbart. Die Natur wird durch den Jahresrhythmus geheiligt, ein Umstand, der auch mythengeschichtlich interessant ist, verdichtete sich die im Jahreswechsel sterbende und auferstehende Natur doch in Gestalt unterschiedlicher Vegetationsgötter. Auch für den jungen und mittleren George ist der Frühling die Zeit der Auferstehung.
Der Herbst erhält den Charakter der Jahresdämmerung und spiegelt sich seelisch in der elegischen Stimmung, einer schwebenden Schwermut, die auch den letzten Zyklus der Traurigen Tänze bestimmt.

## Bedeutung und Rezeption

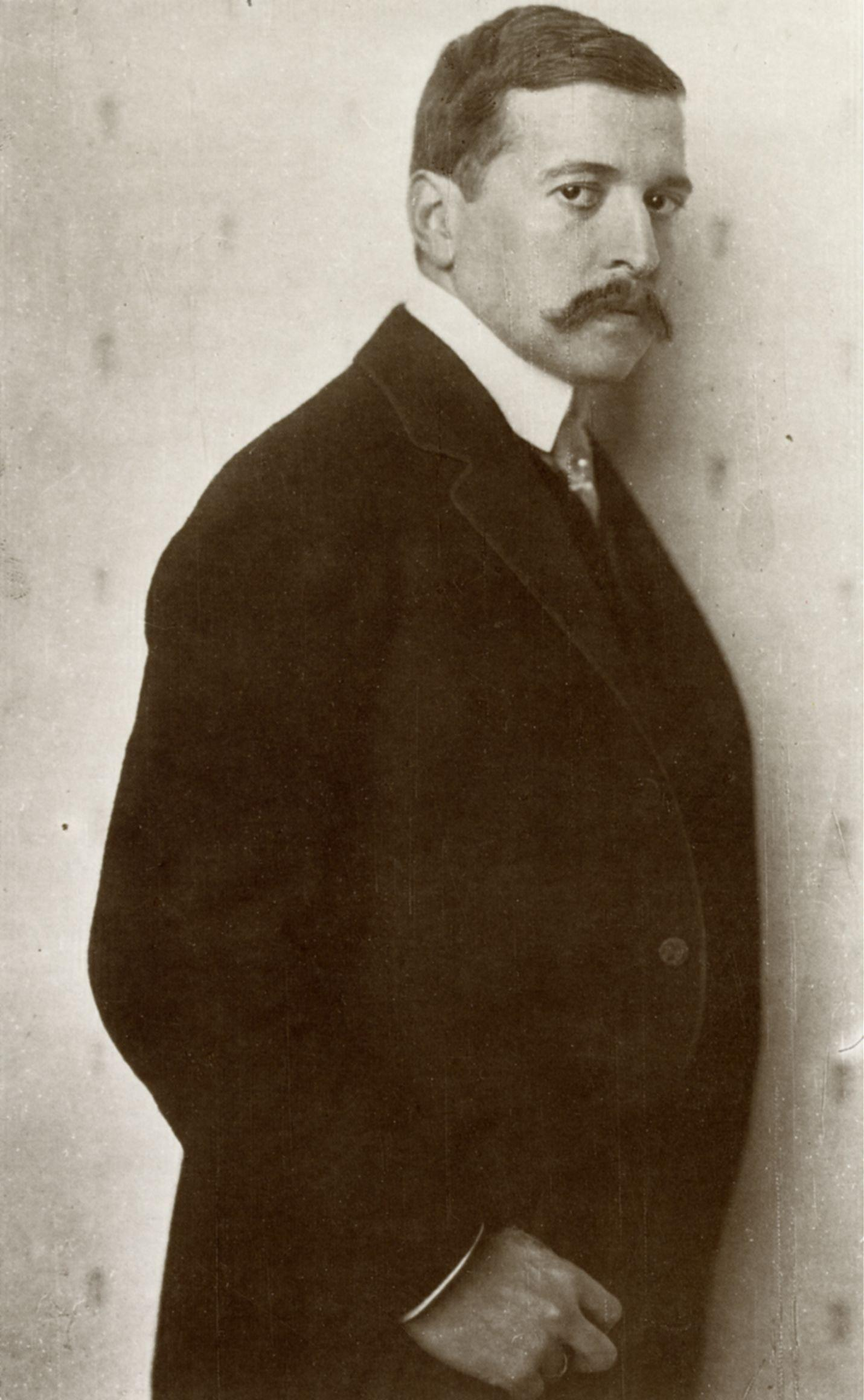
Hugo von Hofmannsthal 1910 auf einer Fotografie von Nicola Perscheid.

Das Jahr der Seele ist der wohl meistgelesene und meistrezipierte Gedichtband Georges. Der Band machte ihn auch über die Grenzen der Leserschaft der von ihm herausgegebenen Blätter für die Kunst hinaus bekannt und begründete seinen zeitgenössischen Ruhm als einer der wichtigsten deutschen Dichter der Jahrhundertwende. Viele der Gedichte wurden (teilweise mehrmals) vertont, unter anderem von Anton Webern.
Literaturwissenschaftler erklärten den Erfolg der Sammlung mit Georges Geschick, traditionelle Anforderungen erkannt und sich dem überlieferten Lyrikverständnis angenähert zu haben. Seit der Frühromantik verbanden Dichter ihre Erlebnisse mit der gefühlten Landschaft und betten sie in den Lauf der Jahreszeiten ein.
Hugo von Hofmannsthal achtete und bewunderte den Dichter George, wenn er auch eher dessen heimlicher Antipode war, den man im elitären Kreis schmähte, während Hofmannsthals Verehrer wiederum den „Meister“ kritisierten. 
Seine komplizierte Beziehung zu ihm endete 1906 nach einem unfreundlichen Briefwechsel im endgültigen Bruch.
Am Anfang seines fiktiven Gesprächs über Gedichte zitierte er einige der Jahreszeitgedichte. „Es ist schön. Es atmet den Herbst“, so Clemens, einer der Gesprächspartner … obgleich es kühn sei zu sagen, „der reinen Wolken unverhofftes Blau“. Sein Partner Gabriel bezeichnet die Jahreszeiten als Träger des Anderen. „Gefühle, … alle die geheimsten und tiefsten Zustände unseres Inneren“ sind ihm „in der seltsamsten Weise mit einer Landschaft verflochten, mit einer Jahreszeit, mit einer Beschaffenheit der Luft, mit einem Hauch.“ So auch andere Eindrücke und Erinnerungen: „Eine schwüle sternlose Sommernacht; der Geruch feuchter Steine in einem Hausflur; das Gefühl eisigen Wassers, das aus einem Laufbrunnen über deine Hände sprüht“ seien an Landschaften gebunden. Wollte man sie trennen, würden sie „zwischen den Händen zu nichts“ vergehen. Wenn wir uns finden wollen, so Gabriel, dürfen wir nicht in unser Inneres hinabsteigen, sondern haben draußen zu suchen. „Wie der wesenlose Regenbogen spannt sich unsere Seele über den unaufhaltsamen Sturz des Daseins. Wir besitzen unser Selbst nicht: von außen weht es uns an …“

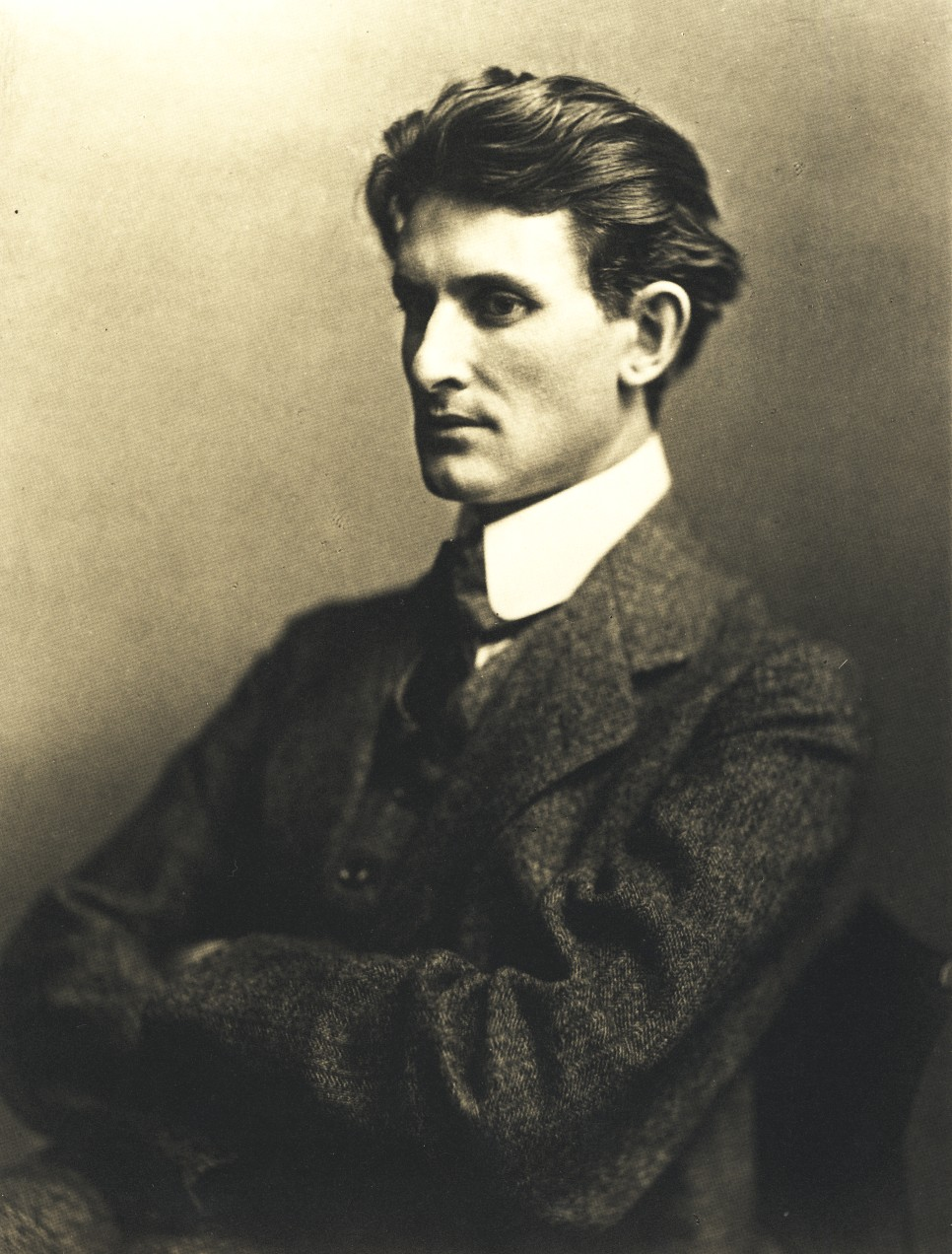
Friedrich Gundolf auf einer Fotografie von Jacob Hilsdorf.

Friedrich Gundolf, Mitglied des George-Kreises und einer der Herolde Georges nach der Jahrhundertwende, betrachtete dessen geschichtliche Aufgabe als „Wiedergeburt der deutschen Sprache und des Dichtertums.“
Wie George kritisiert er die Romantik und verwarf sie als etwas „Schmarotzerhaftes“, wuchere sie doch auf „Ordnungen“, die Herder, Kant und Goethe begründet hätten, „ohne mit ihren Wurzeln in den Grund selbst hinunterzureichen.“ Während Goethe und Hölderlin zu den Göttern ein unmittelbares Verhältnis gehabt hätten, habe die Romantik zu den toten Götterbildern ihrer eigenen und der vergangenen Zeiten gebetet und die Buchstaben, mit denen „gotthaltige Zeitalter bis auf Goethe ihr Gesetz niedergeschrieben“ hätten, „für den Geist dieser Gesetze selbst genommen.“
Nachdem George die von ihm durchseelten Bildungswelten entromantisiert habe, um ihren urtümlich-ewigen Gehalt zur Sprache zu bringen, sei keine Steigerung und Verdichtung des menschlichen Gehalts mehr möglich gewesen und eine „Trauer der Erfüllung“ habe auf ihm gelastet. Diese abgründige Trauer sei die Luft, in der die neue Dichtung gereift sei, das „Schicksalsklima des Zyklus.“ Der neue Raum, der sich Georges Seele gezeigt habe, sei die Natur.
Schon der Titel, Jahr der Seele, verkünde einen objektiven Vorgang der entromantisierten Natur: „den zeitlichen Ablauf der Naturvorgänge, als das innere Leben eines Menschen – nicht um die Natur zu ver-ichen, sondern weil“ George „die Natur als Seele, als innere Kraft und heimlichster Zustand, und die Seele als Natur, d. h. als sinnliche Schau und gesetzlicher Wandel“ gegeben sei. Das Werk war für Gundolf „die letzte große Dichtung des europäischen Weltschmerzes, der nicht Schmerz über die Welt ist, sondern Schmerz der Welt.“
Gottfried Benn charakterisierte das Eingangswerk als „schönstes Herbst- und Gartengedicht unseres Zeitalters.“
In seiner Rede auf Stefan George beschreibt er es als unendlich zartes Landschaftsgedicht, das etwas Japanisches habe, fern von „Verfall und Bösem“, zu „stiller Sammlung und innerem Genügen“ eingestellt.
Auch in anderen Parkgedichten finde man das Zauberhafte, Idyll und reines Bild, das „zärtlich in der inneren Haltung wie im Versfall“ sei.
Bei Nietzsche und Hölderlin erkenne man viel Zerstörung; sie hätten ihre Verse gegen „unsägliche Qualen erkämpft“ und das Bild sei aus viel Schatten getreten. Im Gegensatz dazu sei bei George alles klar und zart. Für Benn ist es erstaunlich genug, die apollinische Klarheit in einem Land zu finden, aus dessen Dichtern leicht das Nicht-Sagbare hervorgestürzt sei, „nackte Substanz, schäumendes Gefühl.“
Nach Auffassung Adornos verband George seine hohe Position mit Nietzsches Pathos der Distanz.
Trotz aller ideologiekritischen Vorbehalte schätzte er ihn als großen Dichter und rühmte sein Stilisationsprinzip, wenn auch manche Verse noch dem Kunsthandwerklichen des Jugendstils verpflichtet gewesen seien.
Das an Rilkes Lyrik störende „redselig Schmückende“ und der sprachspielerische Drang, Vers und Reim nachzugeben, sei von Georges Reflexion weithin gebändigt und vieles sei von ornamentaler Zutat gereinigt.
So hielt Adorno das zu den Traurigen Tänzen gehörende, düstere „Ihr tratet zu dem Herde“ für das größte und rätselhafteste Gedicht Georges. In seiner letzten Zeile „es ist worden spät“ komme das „Gefühl eines Weltalters“ zum Ausdruck …, „das den Gesang schon verbietet, der noch davon singt.“
Manchmal rede, wie ein letztes Mal, aus George „die Sprache selber.“
Friedrich Sieburg lobte das Werk. Es spreche auch distanzierte Leser mächtig an, gebe es doch ohne historische oder symbolische Verkleidung die „Schwingungen eines Herzens wieder.“ Seine Sprache sei in Deutschland neu und trage den „Hauch der Reinheit.“ Alles sei „wie am siebten Schöpfungstag und doch voller Melancholie, die das eigentlich Wesen der Lyrik“ sei, indem sie über die Trennung des Menschen von der Schöpfung trauere. Das erste Gedicht der Sammlung sei eine „Wiedergeburt deutscher Dichtung.“ Niemand werde jemals den Schauer vergessen, den diese Verse in ihm auslösten. „Jeder, der sich nicht verschloß, fühlte: Siehe, es ist alles neu geworden.“

### Textausgaben
- Stefan George: Das Jahr der Seele. Blätter für die Kunst, Berlin 1897. (Digitalisat und Volltext im Deutschen Textarchiv)

### Sekundärliteratur
- J. M. M. Aler: Eine Nachlese und ein Neubeginn. Zum Erscheinen von Verweys „Dichtspel“ und Georges „Jahr der Seele“, Amsterdam 1983, S. 59–75
- Heidi E. Faletti: Die Jahreszeiten des Fin de siècle. Eine Studie über Stefan Georges Das Jahr der Seele. Francke, Bern/München 1983, ISBN 3-7720-1557-3.
- Thomas Karlauf: Stefan George. Die Entdeckung des Charisma. Karl-Blessing-Verlag, München 2007, ISBN 978-3-89667-151-6, S. 206–209